# Trichaphodius pseudohumilis
Trichaphodius pseudohumilis är en skalbaggsart som beskrevs av Bordat 1989. Trichaphodius pseudohumilis ingår i släktet Trichaphodius och familjen Aphodiidae. Inga underarter finns listade i Catalogue of Life.